# Feadillo
Feadillo är ett släkte av kräftdjur. Feadillo ingår i familjen Armadillidae.
Kladogram enligt Catalogue of Life:
| Feadillo | \| \| Feadillo principensis \| \| \| \| \| \| Feadillo saotomensis \| \| \| \| |
|          | \| \| Feadillo principensis \| \| \| \| \| \| Feadillo saotomensis \| \| \| \| |
|          | Feadillo principensis                                                          |
|          |                                                                                |
|          | Feadillo saotomensis                                                           |
|          |                                                                                |